# Corneobuccinum
Corneobuccinum is een geslacht van weekdieren uit de klasse van de Gastropoda (slakken).

## Soort
- Corneobuccinum lepidum (Dall, 1918)